# New Clee
New Clee es suburbio y una parroquia de Grimsby en North East Lincolnshire, Inglaterra.

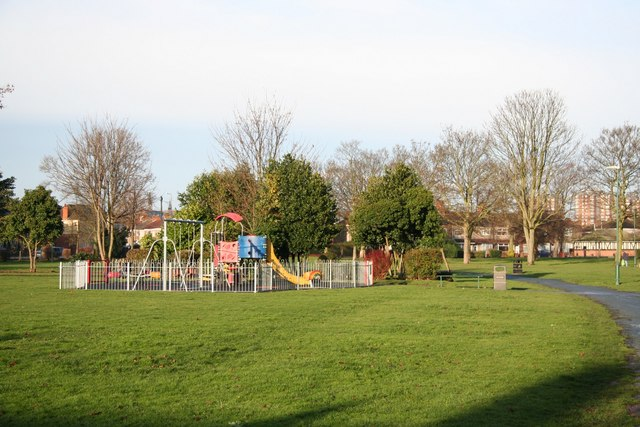
Parque Grant Thorold

La parroquia eclesiástica New Clee St John & St Stephen basada en la iglesia parroquia epónima, incluye calles suburbanas, una estación, parte de los muelles y el Parque de Grant Thorold, el que fue un regalo a Grimsby en 1911. El parróquio es parte del decanato de Grimsby & Cleethorpes. El titular de 2013 es el reverendo Kay Jones.
La iglesia sajona original de Juan el Evangelista fue reconstruida en 1879, diseñada por James Fowler, el arquitecto de Louth, Lincolnshire. Fue demolida cuando la calle Cleethorpes fue ampliada.  La iglesia, con ambas dedicaciones, ahora está en el Centro de Shalom, en la calle Rutland.
Según el Church Urban Fund, ésta es una de las áreas más privadas del país.
El campo de fútbol Blundell Park está en el suburbio pero afuera de la parroquia eclesiástica.
El suburbio es servido por la estación de tren New Clee.